# Faith Idehen
Faith Idehen, född 5 februari 1973, är en före detta nigeriansk friidrottare inom kortdistanslöpning.
Hon tog OS-brons på 4 x 100 meter stafett vid friidrottstävlingarna 1992 i Barcelona tillsammans med Beatrice Utondu, Christy Opara-Thompson och Mary Onyali. Det var hennes enda olympiska mästerskap. Hennes personbästa är 100 – 11.27 (1993).